# Tri hành hợp nhất
Tri hành hợp nhất (zh. 知行合一) nghĩa là "hiểu biết và thực hành phải đi đôi với nhau".
"Tri" có nghĩa là hiểu biết, là nghiên cứu kinh điển, những lời dạy của Phật, của chư vị Tổ sư, là sự cố gắng hiểu trọn vẹn ý nghĩa trong kinh sách bằng tri thức.
"Hành" trong từ này mang hai nghĩa chính: 
1. Hành động chính chắn, tránh làm điều ác, gia tăng việc thiện như lời Phật dạy và
2. Tu tập Thiền định để trực chứng chân lý Phật dạy. Qua kết quả từ Thiền định, cái biết vay mượn từ kinh sách, cái cảm giác "Tôi nghĩ là tôi biết" được thay thế bằng kinh nghiệm ở chính bản thân, bằng một kinh nghiệm xác định "Tôi biết!", ví như người uống nước biết vị của nước ra sao.

Tri và hành nêu trên vốn xuất phát từ một niềm tin (Tín) vững chắc, tin rằng Phật là một người đã Giác ngộ hoàn toàn và những lời nói của Phật là những gì người đời nên tin. Lòng tin này lại bắt nguồn từ việc quan sát kĩ lưỡng, đúng đắn những hiện tượng bên ngoài "như chúng là" và so sánh nó với những lời Phật dạy. Nói như thế không có nghĩa là tín, tri và hành là ba cấp bậc theo thứ tự thời gian mà hơn nữa, chúng lúc nào cũng phải đi song song với nhau, bổ sung cho nhau. Chỉ khi nào tri và hành hợp nhất thì kết quả đạt được mới viên mãn.